# ヒスタミン遊離因子
ヒスタミン遊離因子（ヒスタミンゆうりいんし、英: histamine releasing factor、略称: HRF）またはTCTP（translationally controlled tumor protein）は、ヒトではTPT1遺伝子によってコードされているタンパク質である。TPT1遺伝子は13番染色体の13q12–q14領域にマッピングされている。5つのイントロンと6つのエクソンから構成され、プロモーターには典型的なTATAボックスや、哺乳類の間でよく保存されたいくつかのエレメントが含まれている。レポーター遺伝子によるアッセイでは、ウイルスのプロモーターに匹敵するほどの強力なプロモーター活性が示されている。
TCTPタンパク質はp23、fortilinといった名称でも知られている。TCTPは高度に保存された多機能タンパク質であり、真核生物のさまざまな生物種で普遍的に存在し、様々な組織や細胞種に幅広く分布している。ヒトのTCTPタンパク質は成長と関連したカルシウム結合タンパク質である。

## 歴史
ヒトのTCTPは1989年にヒト乳腺がんcDNAライブラリから、マウスにおいて翻訳制御を受け、成長と関連した腫瘍タンパク質として同定されていたp23のcDNA配列を用いて発見された。マウスのp23をコードするmRNAは腫瘍細胞において、翻訳装置と相互作用することができないmRNP中に大量に存在する。
1997年には、TCTPは腫瘍特異的または組織特異的なタンパク質ではなく、植物から哺乳類まで普遍的に発現していることが示された。その後の研究では、TCTPが原生動物Trypanosoma bruceiの生活環と関係していることも示された。

## 特徴
TCTPは細胞内に豊富に普遍的に発現している20–25 kDaのタンパク質である。TCTPをコードする遺伝子は500種類以上の組織や細胞種で転写されていることが確認されている。さまざまな組織由来の1753種類のライブラリを調べた研究では、TPT1遺伝子はヒトで最も普遍的に発現している10種の遺伝子のうちの1つであることが明らかにされているが、発現量は組織によって大きく異なり、腎臓や腎細胞がんでは発現が低い。これらは、TCTPが組織特異的因子が関与する幅広い転写制御を受けていることを示している。
TCTPの発現は2つの異なるレベルで調節されており、小胞体のカルシウムの枯渇はTCTPのmRNA濃度の上昇を引き起こし、細胞質基質のカルシウム濃度の上昇は転写後段階での発現調節を調節している。
発表されている論文の大部分ではTCTPが細胞質に位置するタンパク質であるとされているが、核内や細胞外への局在も報告されている。しかしながら、その分泌過程は未解明である。

## 機能
TCTPはチューブリン結合タンパク質としての性質を持ち、細胞周期依存的に微小管に結合する。
ショウジョウバエでは、TCTP（dTCTP）濃度の減少によって、細胞のサイズ、細胞数、器官のサイズが低下する。表現型はRheb（dRheb）変異体と類似しており、Rhebの調節因子であることが示唆される。ヒトのTCTPはdTCTP変異体をレスキューすることができるため、同様の機能を果たしていると考えられる。
siRNAによるTCTPのタンパク質濃度の低下は、細胞のカルシウム取り込み活性や緩衝能の低下と関連している。
また一部のヒト（特定のアレルギー患者）では、TCTPによって好塩基球からヒスタミンの放出が引き起こされ、この放出はIgEに依存している。

### がん
HeLa細胞におけるTCTPの一過性過剰発現は、エトポシド誘発性のアポトーシスに対する保護作用を示す。U2OS細胞（ヒト骨肉腫細胞）においても、TCTPの発現によってさまざまな濃度や期間でのエトポシド処理による細胞死から保護される。カスパーゼ-3様活性による蛍光基質の切断アッセイでは、TCTPの過剰発現によってこの活性が阻害されることが示されている。
よく知られたがん抑制因子であるp53やSIAH1の活性化によって、TCTPの発現はmRNAレベルとタンパク質レベルでダウンレギュレーションされる。TCTPのダウンレギュレーションは腫瘍のreversion（悪性状態の喪失）を誘導し、またTCTP濃度を低下させる一部の薬剤は腫瘍細胞の死をもたらす。初代乳がん細胞におけるTCTPのノックダウンはp53の発現上昇と、幹細胞様がん細胞の数の減少を引き起こす。TCTPはがん幹細胞区画の調節因子であり、またBAXに対抗する生存促進タンパク質であることも記載されている。

## 構造
30以上の異なる種のTCTPの配列アラインメントによって、進化の長い期間にわたって高度に保存されていることが明らかにされている。
分裂酵母Schizosaccharomyces pombe由来のTCTPの溶液構造がNMRによって決定されており、GTP/GDP非結合型Rabに結合するguanine nucleotide-free chaperoneと呼ばれるMss4やDss4と構造的に類似していることが示されている。そのためTCTPとMss4/Dss4は現在では構造的に1つのスーパーファミリーへ分類されている。TCTPの構造は非常に複雑なトポロジーを有し、3本のαヘリックスと11本のβストランドから構成される。βストランドは大きさが異なる2つの小さなβシートを形成している。
TCTPは、タンパク質、ペプチド、核酸、炭水化物や低分子など、さまざまな化学的組成の生物学的・非生物学的パートナーとの広範囲の分子的相互作用に関与している。そのため、TCTPは重要かつ多様な結合プラットフォームである。こうしたタンパク質間相互作用に多くは検証がなされているものの、詳細な構造的特性解析がなされているものはわずかである。

## 相互作用
TCTPは多くのタンパク質と相互作用することが報告されており、このことは多くの細胞的・生物学的機構において機能していることと関係している。TCTPと相互作用するタンパク質の例を次に挙げる。
- BAX[36]
- MCL1（英語版）[41]
- Bcl-xL[42]

## 関連文献
- “Microsequences of 145 proteins recorded in the two-dimensional gel protein database of normal human epidermal keratinocytes”. Electrophoresis 13 (12):  960–9. (December 1992). doi:10.1002/elps.11501301199. PMID 1286667.
- “Human liver protein map: a reference database established by microsequencing and gel comparison”. Electrophoresis 13 (12):  992–1001. (December 1992). doi:10.1002/elps.11501301201. PMID 1286669.
- “Molecular identification of an IgE-dependent histamine-releasing factor”. Science 269 (5224):  688–90. (August 1995). Bibcode: 1995Sci...269..688M. doi:10.1126/science.7542803. PMID 7542803.
- “Two-dimensional electrophoretic analysis of human breast carcinoma proteins: mapping of proteins that bind to the SH3 domain of mixed lineage kinase MLK2”. Electrophoresis 18 (3–4):  588–98. (1997). doi:10.1002/elps.1150180342. PMID 9150946.
- “Identification of the self-interaction of rat TCTP/IgE-dependent histamine-releasing factor using yeast two-hybrid system”. Archives of Biochemistry and Biophysics 384 (2):  379–82. (December 2000). doi:10.1006/abbi.2000.2108. PMID 11368327.
- “Directed proteomic analysis of the human nucleolus”. Current Biology 12 (1):  1–11. (January 2002). doi:10.1016/S0960-9822(01)00650-9. PMID 11790298.
- “The mRNA of the translationally controlled tumor protein P23/TCTP is a highly structured RNA, which activates the dsRNA-dependent protein kinase PKR”. RNA 8 (4):  478–96. (April 2002). doi:10.1017/S1355838202022586. PMC 1370270. PMID 11991642.
- “Physical and functional interaction between myeloid cell leukemia 1 protein (MCL1) and Fortilin. The potential role of MCL1 as a fortilin chaperone”. The Journal of Biological Chemistry 277 (40):  37430–8. (October 2002). doi:10.1074/jbc.M207413200. PMID 12149273.
- “Biological models and genes of tumor reversion: cellular reprogramming through tpt1/TCTP and SIAH-1”. Proceedings of the National Academy of Sciences of the United States of America 99 (23):  14976–81. (November 2002). Bibcode: 2002PNAS...9914976T. doi:10.1073/pnas.222470799. PMC 137530. PMID 12399545.
- “Lack of correlation between bronchial late allergic reaction to Dermatophagoides pteronyssinus and in vitro immunoglobulin E reactivity to histamine-releasing factor derived from mononuclear cells”. Annals of Allergy, Asthma & Immunology 89 (6):  606–12. (December 2002). doi:10.1016/S1081-1206(10)62109-6. PMID 12487227.
- “Sera from patients with multiple drug allergy syndrome contain circulating histamine-releasing factors”. International Archives of Allergy and Immunology 131 (3):  195–200. (July 2003). doi:10.1159/000071486. PMID 12876410.
- “Stimulation of human bronchial epithelial cells by IgE-dependent histamine-releasing factor”. American Journal of Physiology. Lung Cellular and Molecular Physiology 286 (1):  L174–81. (January 2004). doi:10.1152/ajplung.00118.2003. PMID 12948934.
- “Yeast two-hybrid screens imply involvement of Fanconi anemia proteins in transcription regulation, cell signaling, oxidative metabolism, and cellular transport”. Experimental Cell Research 289 (2):  211–21. (October 2003). doi:10.1016/S0014-4827(03)00261-1. PMID 14499622.
- “Inhibition of cytokine gene transcription by the human recombinant histamine-releasing factor in human T lymphocytes”. Journal of Immunology 171 (7):  3742–50. (October 2003). doi:10.4049/jimmunol.171.7.3742. PMID 14500674.